# Machar Marshes
Machar Marshes je rozlehlá oblast mokřadů v Jižním Súdánu (stát Horní Nil).
Odhady o velikosti se liší. Studie z roku 1950 říká, že bažiny mají rozlohu 6 500 km2. Ale měření z roku 1980 ukazuje velikost 8 700 km2. 
Mokřady jsou napájeny řekami Yabus a Daga. V období dešťů také řekami Pibor a Adar. 60% tvoří lesy a travnaté porosty. 